# Norawank
Norawank (armenisch Նորավանք, „Neues Kloster“) ist ein armenisches Kloster aus dem 13. Jahrhundert und war bis ins 19. Jahrhundert Grablege der fürstlichen Orbelian-Dynastie.
Es gehört zu den bekanntesten Touristenattraktionen Armeniens und steht seit 1996 auf der Tentativliste des UNESCO-Weltkulturerbes. Es befindet sich in der Nähe der Stadt Jeghegnadsor in der Provinz Wajoz Dsor, etwa 3 km nordöstlich der Gemeinde Amaghu auf dem Gebiet der Gemeinde Areni, und etwa 80 km südöstlich von Jerewan in der Schlucht des Amaghu, die für ihre ziegelroten Klippen bekannt ist.

## Geschichte
Ein besonderes Merkmal des Klosters ist die Fassade der zweigeschossigen, von Fürst Burtel Orbelian gestifteten und 1339 vollendeten Mausoleumskirche (Surb Astvatsatsin). Zentrum des Komplexes ist das älteste noch erhaltene Bauwerk, die in der ersten Hälfte des 13. Jahrhunderts errichtete neue Täuferkirche (Surb Karapet), die nördlich der Überreste der bei einem Erdbeben zerstörten Alten Täuferkirche errichtet wurde. 1261 ließ Smbat Orbelian im Westen einen Gawit an die neue Täuferkirche anbauen.
Ein erster Bau auf dem Gelände wurde im 9./10. Jahrhundert errichtet. Nach Zerstörung durch ein Erdbeben wurde der Komplex im 12. Jahrhundert erneuert. Im 13. und 14. Jahrhundert wurde das Kloster erweitert und es beheimatet seitdem die noch bis ins 19. Jahrhundert aktiv genutzte Grablege der Orbelian-Dynastie. Norawank war Sitz der Bischöfe von Sjunik und war für sein Skriptorium mit der Kunstwerkstätte Momik kulturell bedeutend.
Die Klosteranlage besteht heute aus der Johannes dem Täufer geweihten Hauptkirche Surp Karapet mit dem ihr vorgelagerten Gawit (Eingangshalle). An die Hauptkirche angebaut ist die Gregorkirche Surp Grigor. Innerhalb der Umfassungsmauern aus dem 17. und 18. Jahrhundert befinden sich auch die Kirche der Mutter Gottes Surp Astvatstin sowie die Ruine der zerstörten ersten Täuferkirche.
Nach den Zerstörungen durch die Erdbeben der Jahre 1841 und 1931 wurde Norawank im 20. Jahrhundert zweimal erheblich renoviert (1948–1949 und 1982–1999).

## Surb Astvatsatsin
Die Kirche Surb Astvatsatsin (Heilige Gottesmutter) wurde in den Jahren 1331–1339 nach Plänen des Mönchs und Künstlers Momik erbaut, welcher allerdings 1333 vor Fertigstellung seines Werkes starb (Durch einen Kreuzstein auf dem Gelände ist diese Aussage sicher belegt). Sie besitzt den drei Ebenen-Aufbau einer Mausoleumskirche des 14. Jahrhunderts. Die erste Ebene ist zugänglich über sechs Stufen, die in das Mausoleum hinabführen. Die zweite Ebene mit ihrem kreuzförmigen Grundriss wird über zwei schmale Außentreppen erreicht. Die dritte Ebene wird durch eine 12-säuligen Rotunde gebildet, die von einer Kuppel gekrönt ist; diese wurde 1840 zerstört und 1997 wieder aufgebaut. Die Kirche besitzt innen wie außen einen großen Skulpturenreichtum.

## Surb Karapet
Die Hauptkirche Surp Karapet wird auch Surp Stephanos genannt. Für den Bauzeitraum gibt es zwei verschiedene Angaben: 1216–23 und 1221–27. Es ist ein kreuzförmiger Kirchenbau mit vier Eckkapellen, einst von einem Oktogon mit Kuppel gekrönt, die aber bei der Restauration in den 1990er Jahren durch einen runden Tambour mit konischem Dach ersetzt wurde.

## Gawit
Der rechteckige Gawit wurde vermutlich kurz nach der Surb Karapet um 1230 wahrscheinlich mit vier Säulen erbaut, aber im Jahr 1261 unter Fürst Smbat Orbelian erheblich umgebaut (belegt durch Halbsäulen an den Wänden). Ein horizontaler Mauerriegel trägt die Bauinschrift Smbats. Möglicherweise wurde das Dach 1321 durch ein Erdbeben zerstört und danach durch das schwere Klostergewölbe ersetzt. Der Bau hat schöne Verzierungen von der Decke und enthält viele Grabsteine und Kreuzsteine. Das Tympanon wird wegen seines ähnlichen Stils mit dem der Areni-Kirche in Verbindung gebracht und Momik zugeschrieben.

## Surb Grigor
Die Kirche Surb Grigor oder Smbat-Orbelian-Kapelle (sie beherbergt das Grab Smbats) wurde von Architekt Siranès im Jahr 1275 nördlich der Surb Karapet während der Herrschaft von Smbats Bruder Tarssayitj Orbelian errichtet. Es ist eine einschiffige Kirche mit Tonnengewölbe. Auf einer Erhebung steht ein halbrunder Altar. Im Inneren der Kirche finden sich Überreste von Fresken, die schwer erkennbar sind. Surb Grigor enthält mehrere Gräber von Familienangehörigen Smbat Orbelians, einschließlich seines Sohnes Tarssayitj, Élikum, Bruder Stepanos.

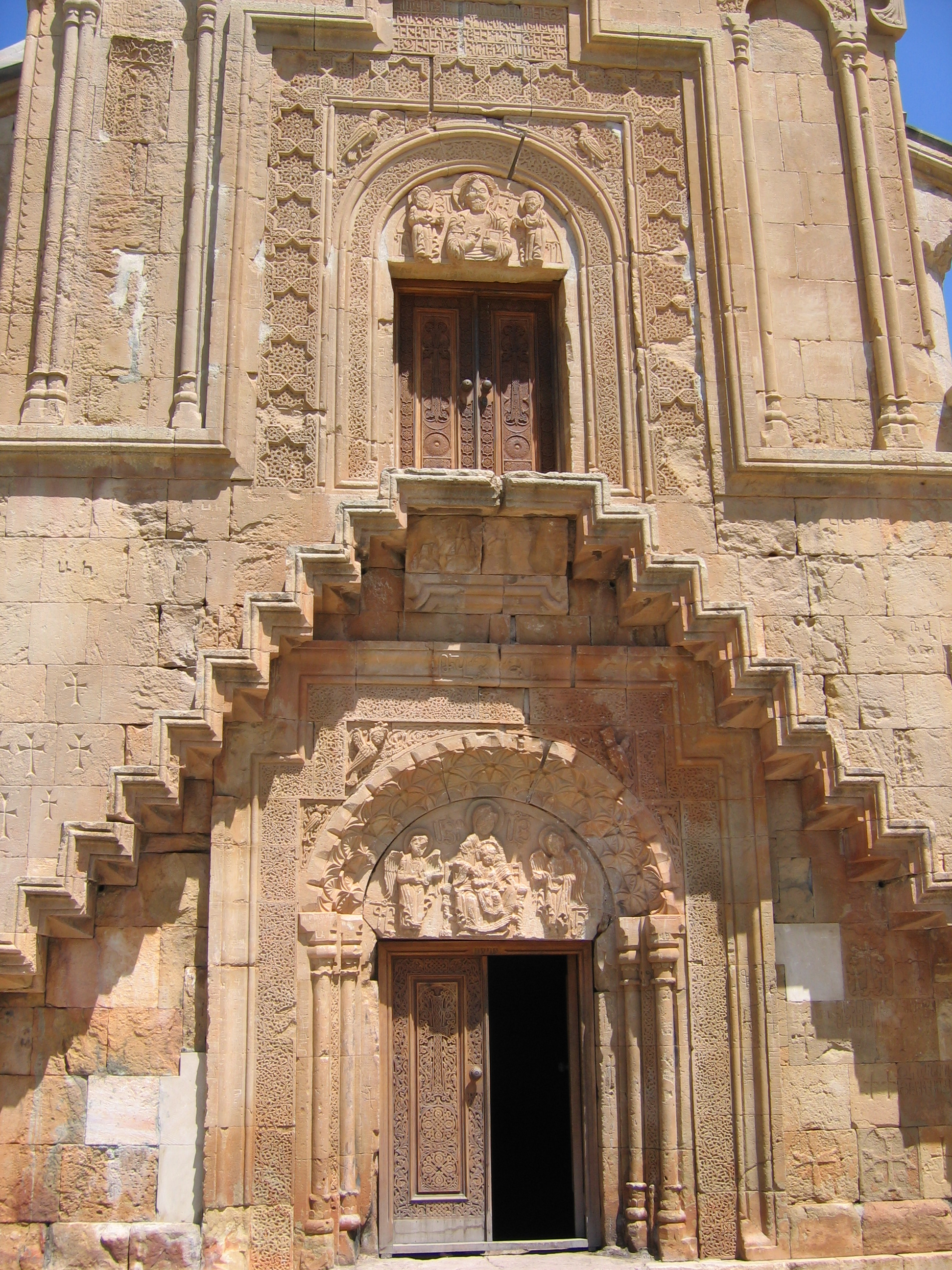
Westfassade der Mausoleumskirche
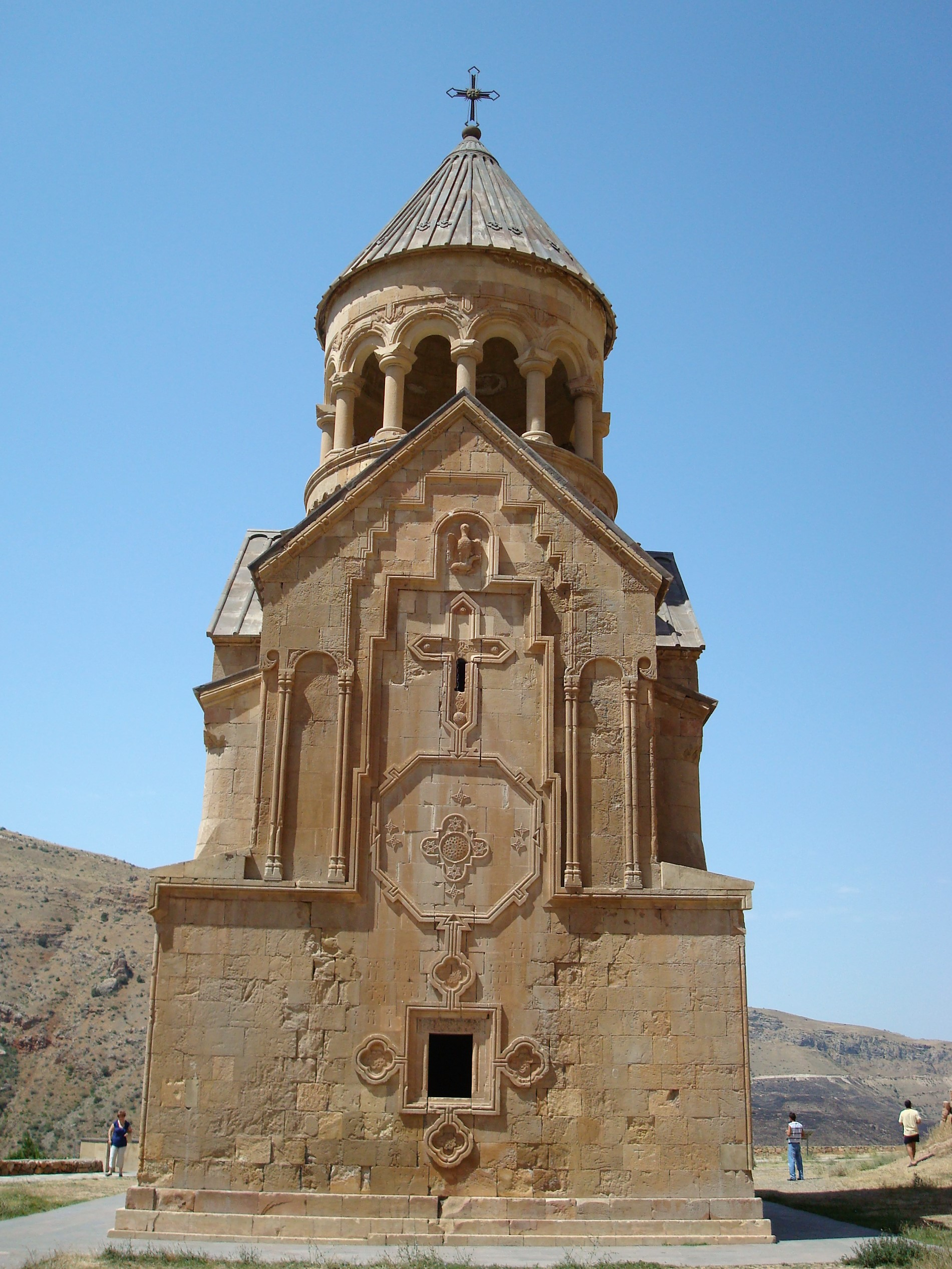
Ostfassade der Mausoleumskirche
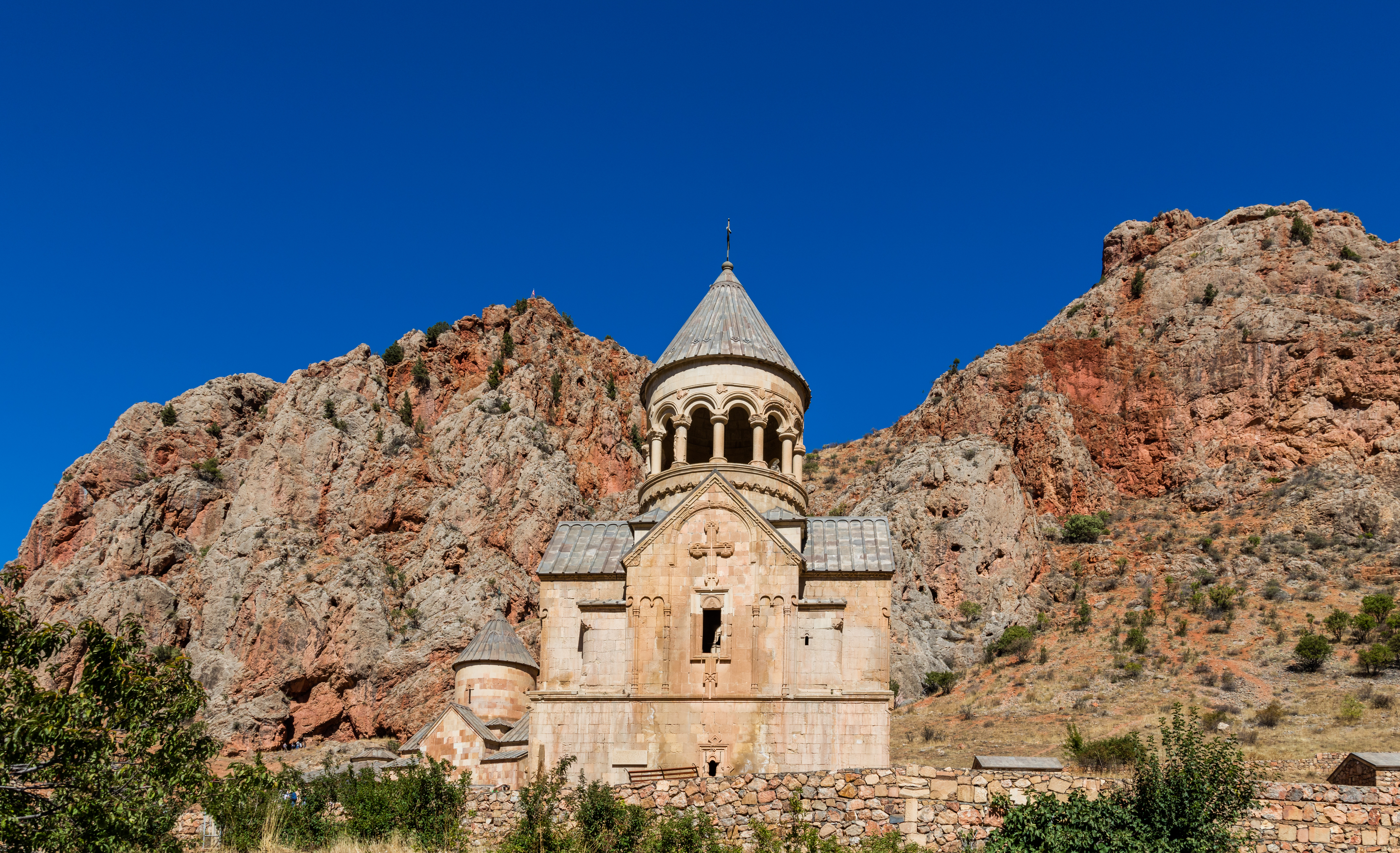
Die Mausoleumskirche von Süden
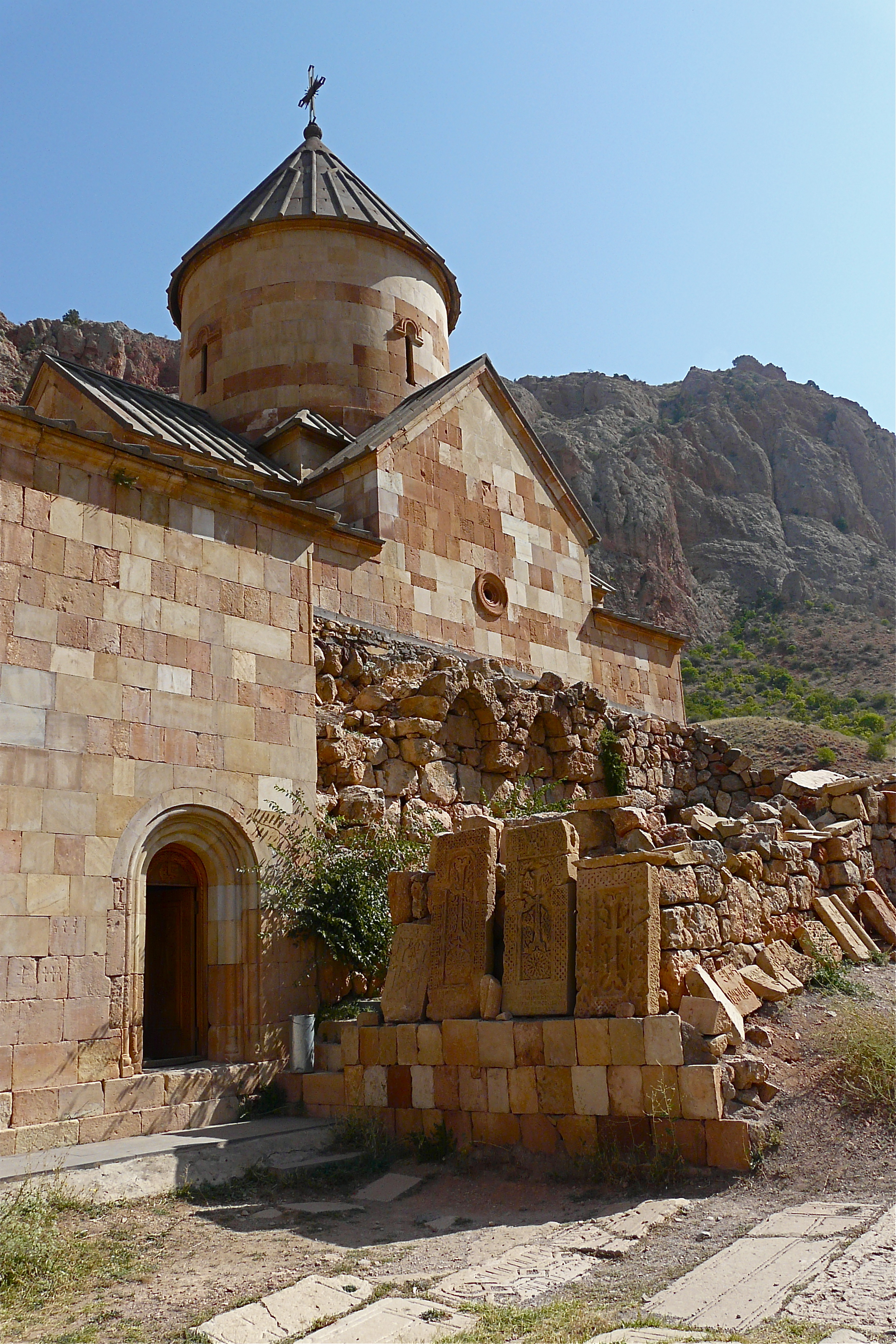
Die Südfassaden von Gawit (links) und Neuer Täuferkirche (rechts), davor die Überreste der Alten Täuferkirche
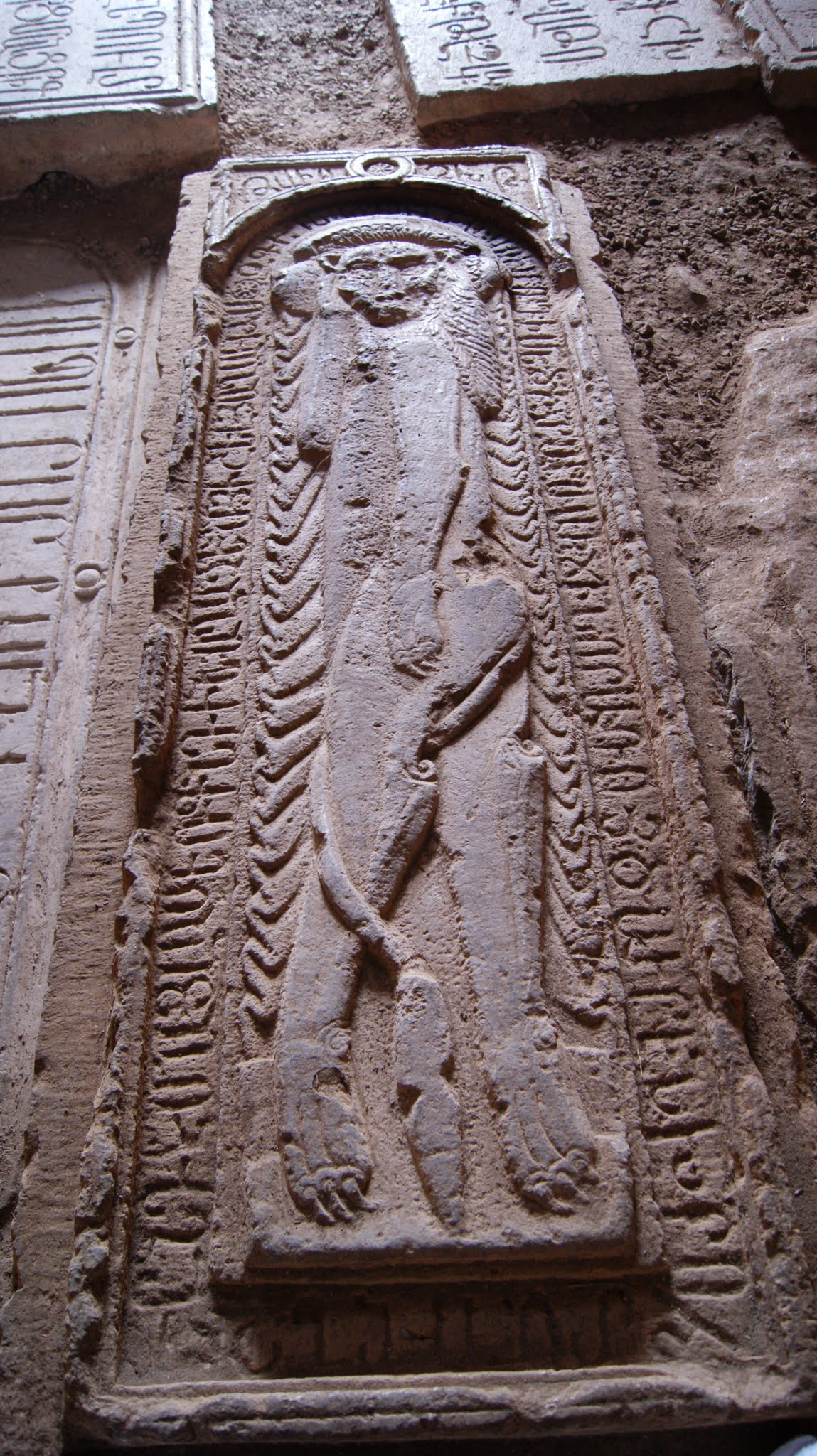
Grabstein (1300) des Elikum Orbelian
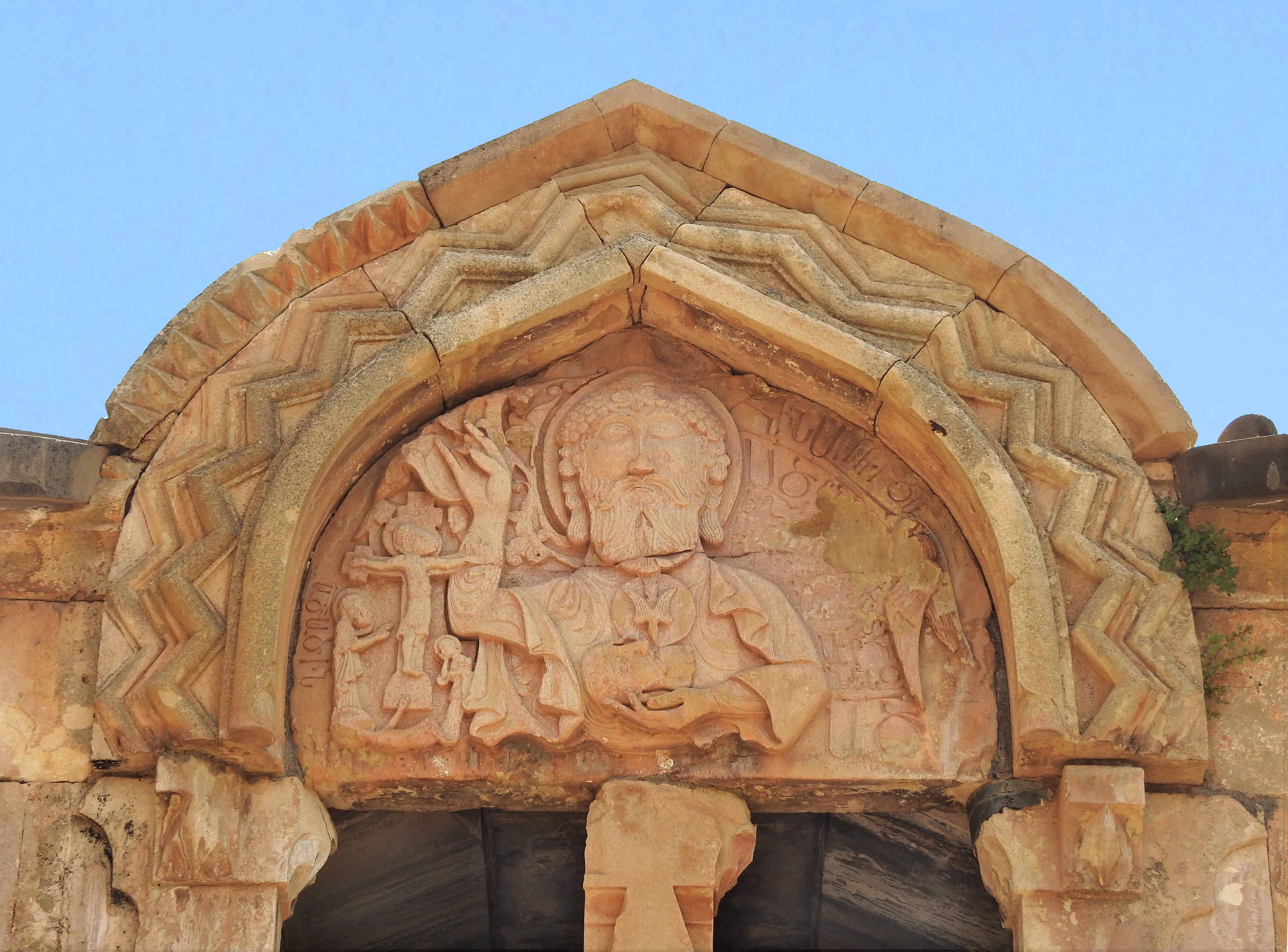
Oberes Tympanon an der Westseite des Gawit. Gott im Zentrum, neben seiner erhobenen rechten Hand der gekreuzigte Jesus. Mit der linken Hand drückt Gott einen Kopf an seine Brust, der Johannes dem Täufer, Jesus oder Adam zugeordnet wird.